# Olympische Sommerspiele 2000/Teilnehmer (Britische Jungferninseln)
| Gelbes Symbol für Goldmedaillen mit stilisierten Olympischen Ringen | Graues Symbol für Silbermedaillen mit stilisierten Olympischen Ringen | Braundes Symbol für Bronzemedaillen mit stilisierten Olympischen Ringen |
| ------------------------------------------------------------------- | --------------------------------------------------------------------- | ----------------------------------------------------------------------- |
| —                                                                   | —                                                                     | —                                                                       |

Die Britischen Jungferninseln waren mit der Teilnahme an den Olympischen Sommerspielen 2000 insgesamt zum 5. Mal bei Olympischen Sommerspielen vertreten.

## Leichtathletik
- Keita Cline
Männer, 200 m